# Улановщина (Дятловский район)
Ула́новщина (бел. Уланаўшчына) — деревня в Даниловичском сельсовете Дятловского района Гродненской области Республики Беларусь. По переписи населения 2009 года в Улановщине проживало 44 человека.

## История
На начало XX века Улановщина — деревня в Кошелёвской волости Новогрудского уезда Минской губернии (23 хозяйства, 138 жителей).
В 1921—1939 годах Улановщина находилась в составе межвоенной Польской Республики. В 1923 году в Улановщине было 29 хозяйств, проживал 151 человек. В сентябре 1939 года Улановщина вошла в состав БССР.
В 1996 году Улановщина входила в состав колхоза «Гвардия». В деревне насчитывалось 47 хозяйств, проживало 99 человек.